# Isophya punctinervis
Isophya punctinervis är en insektsart som först beskrevs av Carl Stål 1861.  Isophya punctinervis ingår i släktet Isophya och familjen vårtbitare. Inga underarter finns listade i Catalogue of Life.